# Абсорбувальний вологовідділювач
Абсорбувальний вологовідділювач — вологовідділювач парової фази, в якому волога затримується речовинами, що вступають у хімічну реакцію з молекулами пари.
Приклади:
- А.в. має  багатошаровий композитний матеріал, де частинки суперабсорбентних полімерів (САП)[1] розподілені у пухнастому волокнистому шарі, розташованому в середині композитної структури. Розподіл САП в композиційному матеріалі дозволяє газовій фазі ефективно проходити через його пористу структуру, отже, забезпечуючи ефективний контакт повітря з SAP. SAP може знизити відносну вологість газової фази з 96% відносної вологості до 52%-49%.[2]